# Rolling star
《Rolling star》是日本唱作女歌手YUI於2007年1月17日所推出的單曲碟。由STUDIOSEVEN Recordings發行。初回版本附送印有「死神」插圖的貼紙。
唱作女歌手YUI以其自然純淨的嗓音迷倒不少歌迷，去年推出的首張個人大碟《FROM ME TO YOU》好評如潮，主演的純愛電影《太陽之歌》和主唱主題曲「Good-bye Days」均取得不俗成績，令她人氣急升。渡過了豐收的一年之後，致力音樂創作的YUI為大家帶來最新單曲《Rolling Star》。
「Rolling Star」與YUI一直以來的形象大為不同，是一首情緒高昂的搖滾樂曲。此歌也是YUI特別寫給每天都在努力奮鬥的人的打氣歌。而另一首新歌「Winter Hot Music」則是一首非常適合冬日的情歌。

## 收錄歌曲
1. Rolling star
作詞・作曲：YUI　編曲：norta+
  - 東京電視系動畫「死神」的主題歌，是第二次與動漫作品的合作。另收錄於第二張專輯「CAN'T BUY MY LOVE」。
2. Winter Hot Music
作詞・作曲：YUI　編曲：norta+
3. I remember you～YUI Acoustic Version～
作詞・作曲：YUI　編曲：YUI & Hajime Mizoshita
  - 每張新單曲會收錄前一單曲的Acoustic Version。
4. Rolling star～Instrumental～
作曲：YUI　編曲：norta+

## 銷售紀錄
- 累積發售量：169227
- Oricon最高排名：第3名
- Oricon上榜次數：16次

| 發行          | 排行榜      | 最高位 | 總銷量  |
| ------------- | ----------- | ------ | ------- |
| 2007年1月17日 | Oricon 日榜 | 3      |         |
| 2007年1月17日 | Oricon 週榜 | 4      | 169,277 |
| 2007年1月17日 | Oricon 月榜 | 6      |         |
| 2007年1月17日 | Oricon 年榜 | 35     |         |

## 制作
- Rolling star - 作詞：YUI／作曲：YUI／編曲：northa+
- Winter Hot Music    - 作詞：YUI／作曲：YUI／編曲：northa+

## 資料來源
1. ↑  .   [2008-01-08]. （原始内容存档于2014-02-25）.